# Albin Michel (éditeur)
Pour les articles homonymes, voir Albin Michel et Michel.
Albin Michel est un éditeur français, né le 29 juillet 1873 à Bourmont (Haute-Marne) et mort le 2 mars 1943 à Bourg-la-Reine.
Il est le créateur des éditions Albin Michel en 1902.

## Biographie
Né dans le village de Bourmont, en Haute-Marne, Albin-Jules est le cinquième des six enfants de François Michel (1832-1915), docteur en médecine et de Françoise Emélie Mayeur (1840-1915). Son enfance est marquée par les visites de l'éditeur Ernest Flammarion, ami de la famille qui apporte dans son petit village un peu de l'agitation parisienne.
Il suit sa scolarité à Neufchâteau comme ses frères qui ont quitté la sous-préfecture des Vosges, Georges pour entrer à l'École de chirurgie, Ferdinand à Polytechnique et Louis pour préparer le concours de la Banque de France.

### L'ascension d'un jeune éditeur
En septembre 1890, Albin Michel, qui a échoué au baccalauréat, s'installe à Paris, avec en poche une recommandation paternelle pour son ami Ernest Flammarion. Il est pris en charge par Auguste Vaillant, l'associé de Flammarion, dans ses librairies, et débute comme commis au 26, rue Racine, dans le quartier de l'Odéon.
Bon vendeur, il est nommé en 1897 gérant d'une succursale située avenue de l'Opéra, à l'époque fleuron commercial de la maison Flammarion. En 1900, il veut construire une situation pour lui et sa fiancée Claire Vuillaume (1881-1909), fille de vétérinaire, qu'il épousera le 8 juin 1901.
Il propose une association avec Flammarion mais Vaillant refuse. Il quitte les éditions Flammarion, dépose les premiers statuts de sa maison d'édition et, en même temps, ouvre sa propre librairie au 59, rue des Mathurins et prend une participation dans une autre, à Bordeaux,. Il va débuter avec des livres légers, quelque peu érotique, agrémentés de petites illustrations…
Avec L'Arriviste de Félicien Champsaur, publié en 1902, premier livre paru sous sa marque, il décroche l'un des grands succès de l'époque : l'auteur est sulfureux et pour lancer ce roman Albin Michel imagine des réclames payantes. Il énonce : « Tout se vend, il ne s’agit que de savoir le vendre ». L'année 1903 voit le lancement réussi d'une collection de livres de petit format, très bon marché, à 30 centimes, puis des romans à moins d'un franc. La maison reçoit le prix Fémina en 1905 pour Jean-Christophe de Romain Rolland, qui sera un énorme succès et impose la marque. En 1908, paraît L'Enfer, d'Henri Barbusse, qui sera vendu à plus de 200 000 exemplaires.
Albin Michel s'entoure peu à peu d'auteurs à succès tels que Pierre Benoit, Francis Carco, Pierre Mac Orlan et publie également des écrivains étrangers comme A. J. Cronin, Daphne du Maurier, Arthur Conan Doyle ou, plus tard, Vladimir Nabokov. Il acquiert très vite un véritable talent de découvreur.
En 1910, Albin Michel décide d'installer son entreprise au 22, rue Huyghens à Paris où il loue 1 400 m2. Il deviendra propriétaire en 1929. Il s'intéresse à la littérature étrangère et crée, en 1922, la collection Les Maîtres de la littérature étrangère.

### Le succès

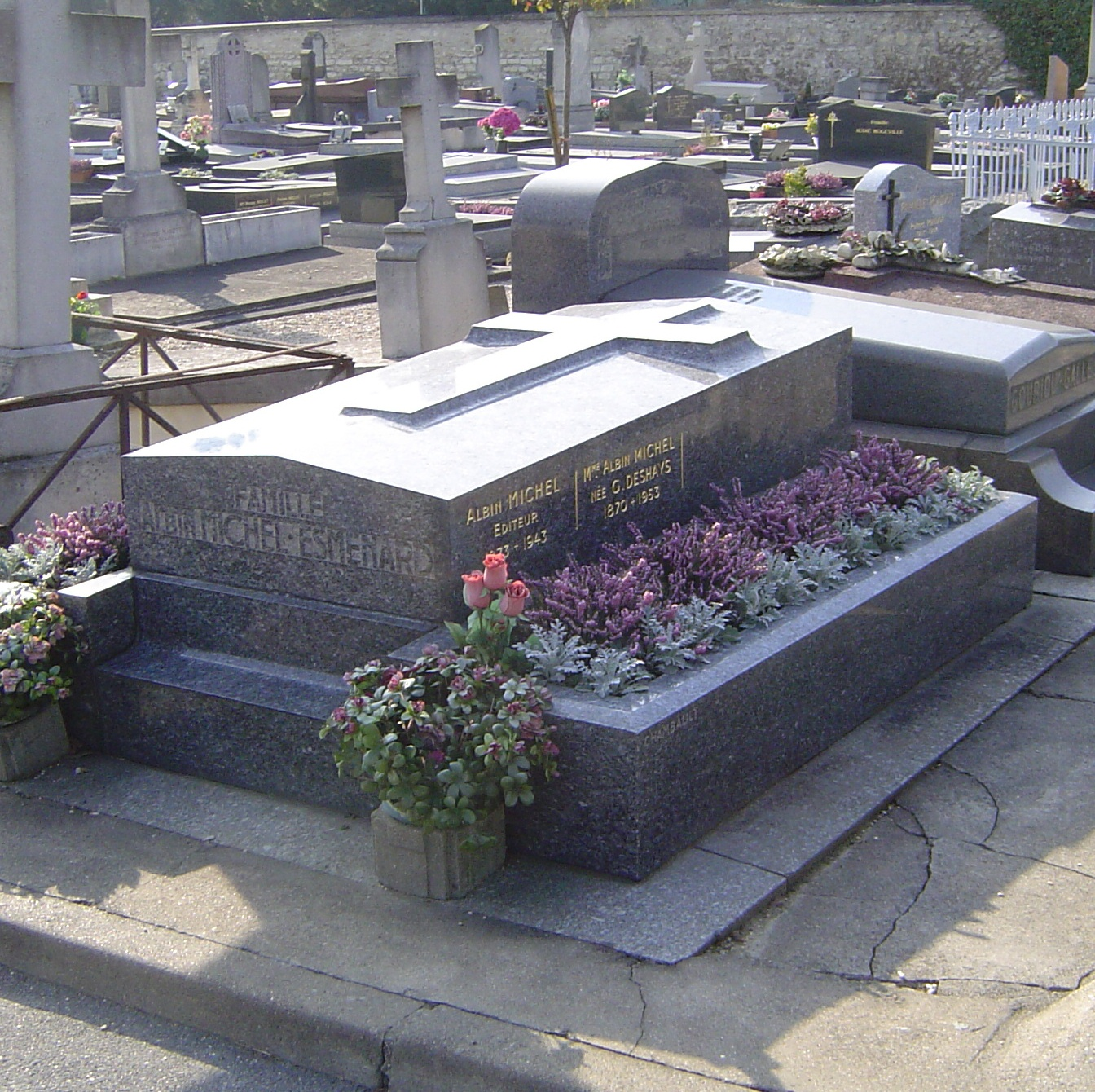
Tombe d'Albin Michel au cimetière de Bourg-la-Reine.

Dans les années 1920, il achète le fonds Ollendorff, puis, développant des essais, il relance la remarquable collection L'Évolution de l'humanité, fondée par Henri Berr avec des auteurs comme Lucien Febvre, Marcel Granet, Marc Bloch. Ses auteurs à succès durant l'entre-deux-guerres sont Pierre Benoit, Romain Rolland, Colette, Guy de Maupassant... Sa maison décrocha de son vivant entre autres trois prix Goncourt. N'oubliant pas son premier métier, Albin Michel invente un prix destiné à récompenser les employés de librairie.
Il s'installe alors au 30 avenue Galois à Bourg la Reine[source insuffisante].

### Irène Némirovsky
Après avoir fermé au début de 1940 du fait de l'invasion allemande, sa maison d'édition est rouverte en juin par son gendre Robert Esménard qui décide de publier Irène Némirovsky et de lui fournir une aide financière alors que l'auteure, parce qu'elle est juive, se voit refuser de publication par l'ensemble des places parisiennes. Irène Némirovsky est déportée à Auschwitz en juillet 1942 où elle meurt au bout d'un mois de détention. Son mari, Michel Epstein, subit un sort semblable en novembre de la même année. Le couple laisse deux filles Denise, âgée de 13 ans et Élisabeth, âgée de 5 ans. Avec son directeur littéraire André Sabatier, Esménard, en 1944-1945, vient en aide aux enfants.

### Mort
Albin Michel meurt d'une bronchite infectieuse le 2 mars 1943 et est inhumé au cimetière de Bourg-la-Reine.
Aujourd'hui, toujours indépendantes, les Éditions Albin Michel constituent le quatrième groupe de l'édition française.

## Décoration
- Officier de la Légion d'honneur[16]